# 我入道
我入道（がにゅうどう）は、静岡県沼津市の大字。

## 地理
沼津市東部、狩野川の河口左岸に位置する。行政的には第三地区に属する。南を駿河湾に面し、北で西島町、東から南にかけて下香貫及び上香貫（飛地）、北西で狩野川を跨いで本・千本港町・春日町・蓼原町と隣接する。秋葉町
・稲荷町・一本松町・江川・外新田・津島町・南条寺・浜方・浜町・東町・林町・蔓陀ヶ原の町に分かれる。

### 河川
- 狩野川
  - 沼津江川

## 歴史

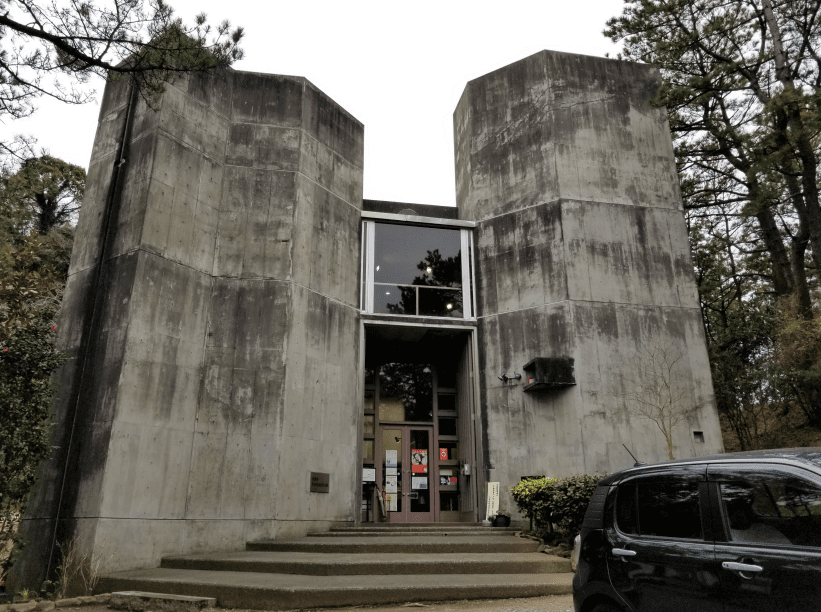
沼津市芹沢光治良記念館

江戸時代には我入道村は駿河国駿東郡に属した。江戸初期は天領、後に沼津藩領となる。『元禄郷帳』による村高は37石余、『天保郷帳』・『旧高旧領取調帳』による村高はともに40石余。助郷については享保年間・天保年間に東海道沼津宿の臨時の助郷である当分増助郷村に指定された記録が残る。江戸時代は山畑は僅かであり、村の主たる産業は漁業であった。明治元年（1868年）には駿府藩領（翌年には静岡藩と改称）、明治4年（1872年）には静岡県に属した。1889年（明治22年）の町村制施行に伴い我入道村は下香貫村・上香貫村・善太夫新田と合併、楊原村の大字となった。1922年（大正12年）には楊原村の沼津町との合併及び市制施行により沼津市の大字となった。かつては軍人・大山巌の別荘があった。また作家・芹沢光治良の生誕地としても知られ、これを記念した沼津市芹沢光治良記念館・詩碑が残されている。

### 沿革
- 1889年（明治22年）4月1日 - 町村制施行に伴い我入道村が楊原村の大字となる。
- 1922年（大正12年）7月1日 - 合併により沼津市の大字となる。

## 世帯数と人口
2018年（平成30年）4月1日現在の世帯数と人口は以下の通りである。
| 字                 | 世帯数    | 人口    |
| ------------------ | --------- | ------- |
| 我入道秋葉町       | 200世帯   | 415人   |
| 我入道稲荷町       | 135世帯   | 289人   |
| 我入道江川         | 175世帯   | 374人   |
| 我入道南条寺       | 248世帯   | 544人   |
| 我入道津島町       | 69世帯    | 160人   |
| 我入道浜町・外新田 | 108世帯   | 238人   |
| 我入道蔓陀ヶ原     | 28世帯    | 47人    |
| 我入道浜方         | 11世帯    | 32人    |
| 我入道林町         | 111世帯   | 245人   |
| 我入道東町         | 159世帯   | 391人   |
| 我入道一本松町     | 126世帯   | 287人   |
| 計                 | 1,370世帯 | 3,022人 |

## 小・中学校の学区
市立小・中学校に通う場合、学区は以下の通りとなる。
| 番・番地等 | 小学校             | 中学校             |
| ---------- | ------------------ | ------------------ |
| 全域       | 沼津市立第三小学校 | 沼津市立第三中学校 |

## 交通

### 鉄道
地内に鉄道は引かれていない。

### バス
- 東海バスオレンジシャトル

### 道路
- 静岡県道144号下土狩徳倉沼津港線

### 水運
- 我入道の渡し - 1971年（昭和46年）に一度廃止されたが、観光用として再開した。

## 施設
- 我入道連合自治会館
- 浜町公民館
- 林町自治会館
- 南条寺町集会所
- 沼津市文化財収蔵庫
- 沼津我入道郵便局
- 沼津我入道漁業協同組合
- 我入道海水浴場
- 我入道公園
- 狩野川江川排水機場

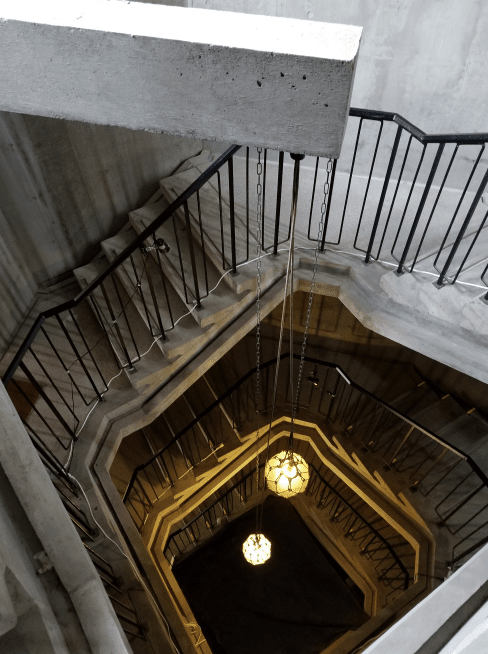
沼津市芹沢光治良記念館

- 沼津市芹沢光治良記念館 - 芹沢光治良の記念館
- 島上寺 - 臨済宗の仏教寺院。山号は楞伽山
- 仏安堂 - 如来教の寺院
- 天理教楊原分教会

## その他

### 日本郵便
- 郵便番号 : 410-0823[3]（集配局：沼津郵便局[8]）。

### 警察
町内の警察の管轄区域は以下の通りである。
| 番・番地等 | 警察署     | 交番・駐在所 |
| ---------- | ---------- | ------------ |
| 全域       | 沼津警察署 | 下香貫交番   |